# Rocket to Russia
Rocket to Russia es el tercer álbum de estudio de la banda estadounidense de punk Ramones, publicado el 4 de noviembre de 1977 a través de Sire Records. Sus orígenes se remontan al verano de 1977, tras la publicación del sencillo «Sheena Is a Punk Rocker», una época importante para el punk en la que varias agrupaciones del género obtuvieron contratos con compañías discográficas de renombre. Para la grabación, que comenzó en el mes de agosto, la banda disponía de un presupuesto considerablemente mayor en relación con los álbumes anteriores, ya que Sire les concedió entre 25 000 y 30 000 USD para su registro y producción.
John Gillespie dirigió el arte de portada, en el que aparecen los cuatro músicos apoyados contra una pared con sus atuendos característicos, mientras que el caricaturista John Holmstrom y el guitarrista Johnny Ramone colaboraron en el diseño de las ilustraciones del folleto. La temática lírica es variada a lo largo del disco y el humor negro está presente en la mayoría de las letras; su estilo musical evidencia una mayor influencia del surf rock y del bubblegum pop, aunque presenta una estructura musical básica y similar a la de los álbumes Ramones (1976) y Leave Home (1977).
El disco no consiguió el éxito comercial que el cuarteto esperaba, pues apenas pudo alcanzar la posición 49 en la lista Billboard 200; algunos miembros culparon del pobre desempeño a la agrupación británica Sex Pistols, al afirmar que su errático comportamiento afectó la imagen del punk en general. Sin embargo, el álbum obtuvo el aprecio de los críticos, quienes destacaron la madurez de la producción y la calidad del sonido en comparación con los trabajos discográficos previos de Ramones. Stephen Thomas Erlewine lo calificó como su álbum favorito de la banda, y Robert Christgau afirmó que se trata de un «clásico del punk rock».
Rocket to Russia es considerado una de las piedras angulares del género y es uno de los trabajos discográficos más elogiados del cuarteto. En 2003 fue incluido en la posición número 97 de la lista de los 500 mejores álbumes de todos los tiempos de la revista Rolling Stone, y en la edición de 2020 del mismo ranking apareció en la casilla 385. Figuró además en listas similares de medios como Loudwire, Alternative Press y AllMusic. Es el último álbum grabado por los cuatro miembros originales de Ramones como intérpretes acreditados, ya que el baterista Tommy Ramone dejó su puesto en 1978 para dedicarse a la producción musical.

## Antecedentes

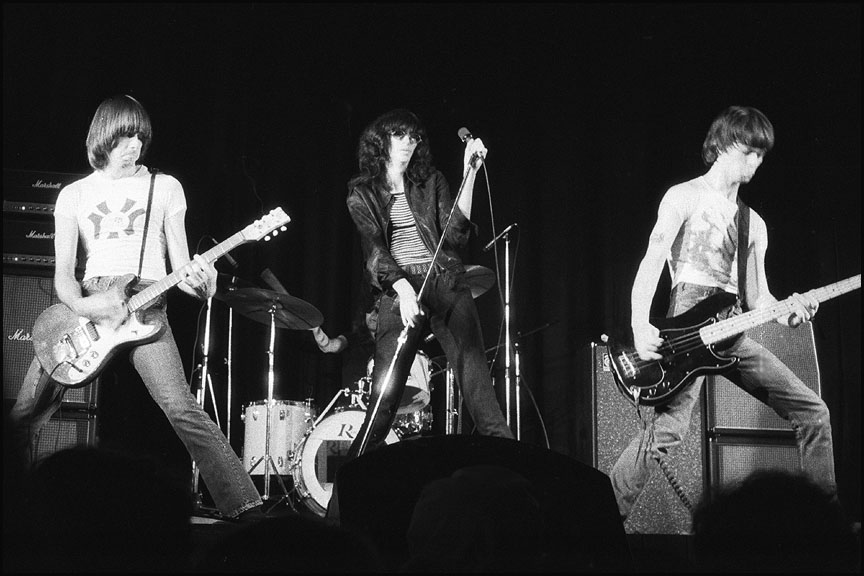
Ramones en vivo en 1976.

Ramones, banda de punk formada en Nueva York en 1974 por Johnny Ramone (John William Cummings), Joey Ramone (Jeffrey Ross Hyman), Dee Dee Ramone (Douglas Glenn Colvin) y Tommy Ramone (Thomas Erdélyi), publicó su álbum homónimo debut en febrero de 1976, seguido de Leave Home en enero de 1977. En ese momento «la agrupación marchaba sobre ruedas: llevaban tres años de giras ininterrumpidas y producían nuevas y sorprendentes canciones a un ritmo vertiginoso», de acuerdo con Andy Greene de Rolling Stone.
Poco después del lanzamiento de su segundo disco, la banda publicó en el verano de 1977 el sencillo «Sheena Is a Punk Rocker», el cual logró ingresar en las listas de éxitos de Estados Unidos y del Reino Unido y se convirtió en el primer adelanto de Rocket to Russia. Para el crítico musical Greil Marcus, este periodo fue muy significativo para el punk en general, ya que varias bandas neoyorquinas del género obtuvieron contratos de grabación con discográficas de renombre, y clubes de la ciudad como CBGB y Max's Kansas City se convirtieron en lugar de reunión para estas nuevas formaciones y sus aficionados.
Ante la popularidad que experimentaba el género en ese momento y la recepción positiva del nuevo sencillo de Ramones, la prensa especializada creía que el punk sería la tendencia musical dominante y que encabezaría las listas de éxitos. Por ejemplo, el autor Tom Carson afirmó que estar en Nueva York aquel verano «era tener cierta idea de lo que podría haber sido vivir en San Francisco en 1966 o 1967, o en Londres cuando los Beatles y los Rolling Stones triunfaron por primera vez». En una línea similar, el guitarrista Johnny Ramone manifestó en su autobiografía:

Yo creía que acabaríamos siendo el mejor grupo del mundo, que los Ramones, los Sex Pistols y los Clash nos convertiríamos en las mayores bandas, como los Beatles y los Rolling Stones, y que el mundo mejoraría y dominaríamos las estaciones de radio. Que todo sería punk rock y que eso sería maravilloso.

## Grabación y producción
El cuarteto recurrió nuevamente a los productores Tony Bongiovi y Tommy Ramone, y al ingeniero de sonido Ed Stasium, quienes habían cumplido los mismos roles en Leave Home. Las canciones «I Don't Care» y «Sheena Is a Punk Rocker» fueron grabadas en abril de 1977 en los estudios Sundragon de Nueva York, donde también se había registrado el segundo disco de la banda.
Sire Records concedió a Ramones entre 25 000 y 30 000 USD para grabar y producir completamente el álbum, lo que supuso un presupuesto considerablemente mayor en comparación con los discos anteriores; la agrupación gastó la mayor parte de este dinero en la etapa de producción. El alquiler del estudio costaba 150 dólares por hora, y normalmente utilizaban la primera toma de una canción como grabación final. Johnny comentó al respecto: «Es mejor hacerlo rápido [...] No quieres quedarte ahí sentado perdiendo el tiempo. Es tu dinero el que están gastando».
La grabación comenzó el 21 de agosto de 1977 y tuvo lugar en el centro de Manhattan, en los estudios Mediasound, donde anteriormente funcionaba una antigua iglesia episcopal. El primer día de las sesiones, Johnny presentó a sus compañeros el sencillo «God Save the Queen» de Sex Pistols y aseguró que prácticamente era «una copia» de las canciones de Ramones, por lo que le pidió a Stasium un sonido de mejor calidad que el de los británicos. Stasium quiso plasmar la sensación de una grabación en vivo y usó la acústica propia de la iglesia al instalar micrófonos adicionales en el techo y en las paredes, una técnica que aprendió de Roy Thomas Baker luego de trabajar con él en 1975. De acuerdo con Johnny, la grabación les tomó siete días para la parte instrumental y dos para las voces.
Aunque las notas del disco citan a Bongiovi y a Tommy como los productores, gran parte de esta labor corrió a cargo de Stasium; Johnny incluso aseguró que la presencia de Bongiovi durante las sesiones de grabación era escasa. Sin embargo, la masterización final de Rocket to Russia se realizó principalmente en el estudio Power Station de este último. Previamente, Phil Spector ofreció producir el disco, pero la banda decidió rechazarlo en ese momento por respeto a su compañero Tommy. Empero, Spector produjo dos años después el disco de Ramones End of the Century.

## Estilo musical y temática
En comparación con los álbumes anteriores, las canciones de Rocket to Russia presentan una mayor influencia de la música surf y del bubblegum pop. En una entrevista de 1978, el cantante Joey Ramone respondió una pregunta sobre el supuesto intento de volverse más comerciales al acoger este tipo de sonido: «Sucede, ya sabes, no hay nada que puedas hacer al respecto. Pero no nos interesa cambiar para ser comerciales. Nunca seremos Fleetwood Mac. Nunca daremos conciertos gratis en el parque». Johnny afirmó en la misma entrevista: «Somos punk, somos pop, somos un poco de todo. Queríamos un disco equilibrado que la gente pudiera escuchar». Más allá de estas nuevas influencias, los temas de Rocket to Russia siguen en su mayoría el patrón característico de la música del grupo hasta ese momento: canciones con una duración inferior a los tres minutos, tocadas a alta velocidad y conformadas por no más de tres o cuatro acordes.
Las letras, escritas en su mayoría por el bajista Dee Dee Ramone y por Joey, presentan un humor negro, y algunas de ellas están relacionadas con los trastornos mentales y la psiquiatría. El crítico Wren Graves manifestó que este tipo de temática respondía a los problemas de Joey con su trastorno obsesivo-compulsivo y de Dee Dee con su constante abuso de narcóticos. El bajista aseguró que ninguno de los miembros del grupo procedía de entornos estables, y por consiguiente su música no era «una forma de arte tan civilizada [...] El punk rock surge de adolescentes enfadados que tienen ganas de ser creativos». Tommy confesó que el proceso de composición no fue fácil, pues tuvieron que escribir las canciones en habitaciones de hoteles mientras estaban de gira.

### Lado A
Rocket to Russia inicia con «Cretin Hop», un tema escrito como homenaje a los aficionados de Ramones que frecuentaban el club CBGB y cuyo título está inspirado en la avenida Cretin de St. Paul, Minnesota. En «Rockaway Beach», compuesta por Dee Dee, hay una clara influencia de agrupaciones de música surf como The Beach Boys; su título hace referencia a un barrio y a una playa de Queens que el músico solía frecuentar, como confirmaron Tommy y Joey. En las notas del libreto de la edición remasterizada del álbum de 2001, el historiador musical Legs McNeil comparó el lugar con «una cloaca» donde los adolescentes solían ir a drogarse con quaaludes y barbitúricos, y manifestó que tratar de romantizar ese sitio mediante una canción era «como escribir una balada sobre encontrar el amor verdadero en el rancho Spahn».
«Here Today, Gone Tomorrow» y «Locket Love» contienen letras sobre amores frustrados que, según McNeil, provenían del gusto de Joey por artistas de bubblegum pop como Tommy James y Herman's Hermits, y de su afán por conseguir un éxito en la radio. «I Don't Care» es una de las primeras piezas escritas por Ramones y fue grabada originalmente en formato de maqueta. El autor Jim Bessman afirmó que, aunque inicialmente el contenido lírico de la canción parece nihilista, realmente evolucionó a partir de una fuerte depresión sufrida por Joey.
«Sheena Is a Punk Rocker» fue escrita por el cantante y relata la historia de una joven llamada Sheena que se alejó de la popular música disco para empezar a escuchar punk rock y frecuentar clubes nocturnos. Según Tom Carson, la canción se desvía de un patrón de tres acordes y sus riffs de guitarra presentan una textura «estridente»; el autor sugiere además que dichos acordes «chocan» entre sí hasta que el sonido se desvanece al final. Para Graves, se trata de un homenaje a la heroína del cómic Sheena, Reina de la Selva, y es quizás la primera canción de la historia con una referencia explícita al término punk.
«We're a Happy Family» parodia las condiciones de vida de las familias estadounidenses de clase media del siglo xx; su letra describe a una familia disfuncional en la que el padre es un homosexual mentiroso, la madre es adicta a los medicamentos con receta y el bebé sufre de escalofríos. La canción presenta al final varias líneas extraídas de diálogos falsos, que ilustran facetas de la personalidad de Joey, según su hermano Mickey Leigh. McNeil la comparó con «(Theme From) The Monkees» de la banda de pop The Monkees, al afirmar que funciona como la «canción temática» de Ramones.

### Lado B
La cara B comienza con «Teenage Lobotomy», que describe como el procedimiento quirúrgico de la lobotomía puede causar graves consecuencias en el cerebro. Esta composición presenta melodías más complejas en comparación con las demás canciones del disco, por lo que Stasium la definió como una «pequeña sinfonía de Ramones». Graves destacó en su reseña que «Teenage Lobotomy» y «I Wanna Be Well» son los dos temas del álbum que hablan sobre trastornos mentales, y añadió que esta última «trata sobre un tema serio con el humor negro que caracteriza a la banda».
McNeil afirmó que «I Wanna Be Well», «I Can't Give You Anything» y «Ramona» demuestran la facilidad con la que la agrupación «escogía una temática —enfermedades mentales, decepciones amorosas o nihilismo juvenil— y escribía canción tras canción hasta conseguir finalmente la versión perfecta». «Ramona» relata la historia de un hombre que se enamora de una espía de la Oficina Británica de Inteligencia (BBI), y que no puede diferenciar si realmente está interesada en él o si solamente lo utiliza para recaudar información.
En «I Can't Give You Anything», un hombre aconseja a su interés amoroso que piense bien si desea seguir en una relación con él, a pesar de no tener dinero para llevar a casa. McNeil se refirió a la última pista «Why Is It Always This Way» como un «final profético para Rocket to Russia», pues el disco fue «sepultado» por la denominada segunda invasión musical británica y nunca pudo convertirse en el éxito comercial anhelado.
Rocket to Russia es el primer álbum de Ramones que incluye dos versiones: «Do You Wanna Dance?» (interpretada originalmente por Bobby Freeman) y «Surfin' Bird» (original de The Trashmen). Para Graves, la decisión de incluir versiones de temas que en su momento tuvieron éxito radial reflejaba el afán del grupo por llegar a una audiencia mucho más grande. Por su parte, McNeil manifestó que la versión de «Surfin' Bird» de Ramones supera a la original por el desempeño en la voz de Joey. La edición expandida del álbum de 2001 incluyó un cover de la canción «Needles and Pins» de Jack Nitzsche y Sonny Bono, grabada originalmente por Jackie DeShannon.

## Lanzamiento y rendimiento comercial
Previo al lanzamiento oficial de Rocket to Russia, Sire Records publicó el sencillo «Sheena Is a Punk Rocker» en mayo de 1977 en el Reino Unido, donde alcanzó la posición número 22 de la lista UK Singles. En los Estados Unidos fue publicado en julio del mismo año; allí se ubicó en la casilla número 81 en la lista Billboard Hot 100, y apareció en algunas copias de la segunda edición de Leave Home, en lugar de «Carbona Not Glue» debido a la controversia generada por el título de esta última. Los demás sencillos del álbum, «Rockaway Beach» y «Do You Wanna Dance?», salieron al mercado en noviembre de 1977 y marzo de 1978 respectivamente, y también consiguieron ingresar en el Hot 100 de Billboard (en las posiciones 66 y 86). Estas tres son las únicas canciones de la discografía de Ramones que figuran en dicha lista de éxitos.
Aunque la banda confiaba que fuera un éxito comercial, Rocket to Russia no logró las ventas esperadas. Publicado oficialmente el 4 de noviembre de 1977, el disco ocupó la posición número 49 en la lista estadounidense Billboard 200, y se convirtió en el segundo trabajo discográfico de Ramones con mejor desempeño en dicha clasificación, después de End of the Century (1979), que logró ubicarse en la casilla 44. También debutó en el puesto número 31 de la Sverigetopplistan sueca, en la undécima posición de las listas oficiales de Finlandia, en el número 36 de la lista RPM canadiense, en el puesto 79 del Kent Music Report australiano y en la sexagésima casilla del listado UK Albums Chart.

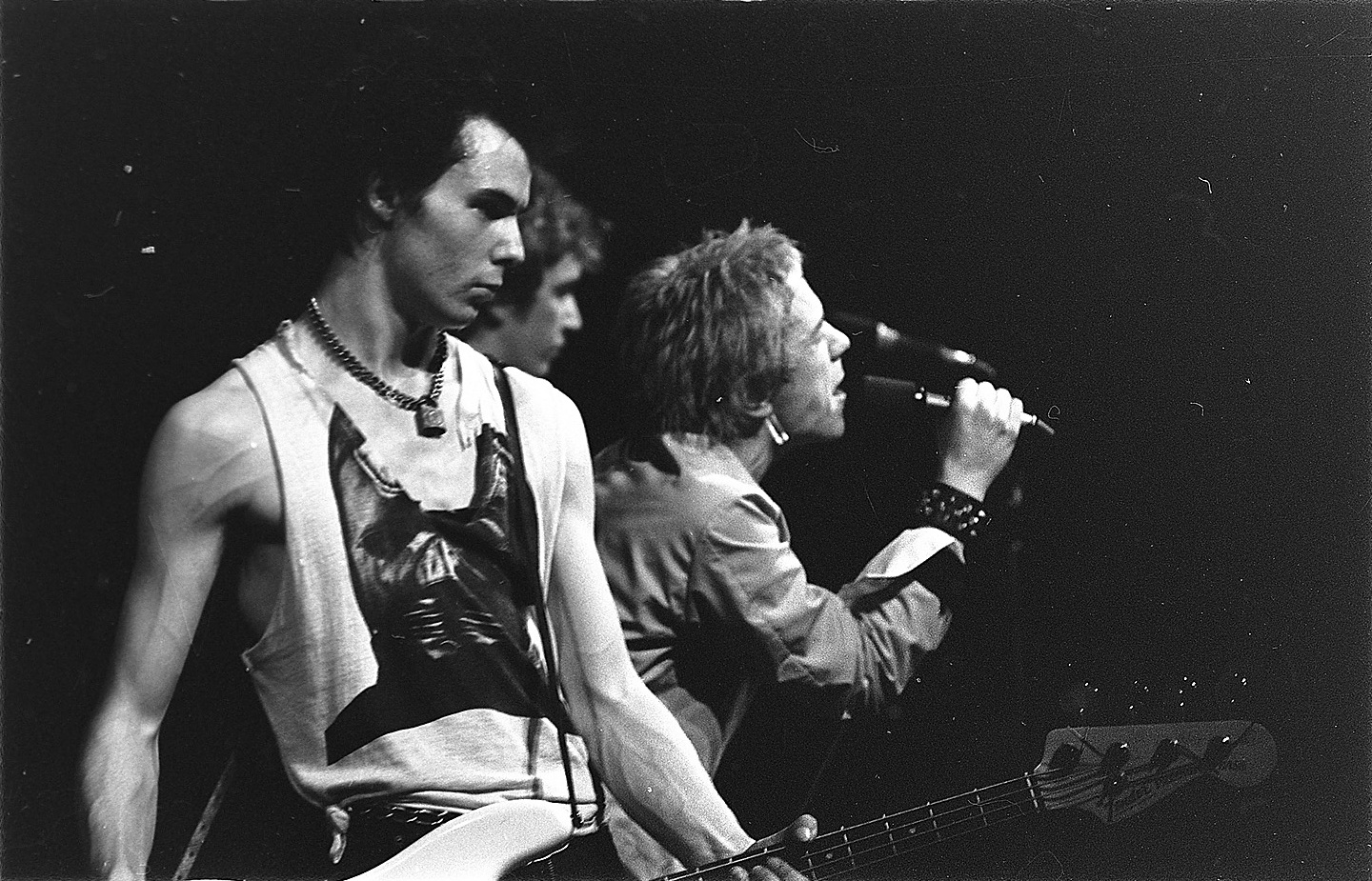
Algunos miembros de Ramones y de la prensa especializada culparon a la mala publicidad generada por bandas como Sex Pistols (en la imagen) de las escasas ventas de Rocket to Russia.

Según el autor Brian J. Bowe, el pobre desempeño comercial se debió en gran parte «al comportamiento antisocial» de la agrupación británica Sex Pistols, que generó un ambiente caótico en torno al punk. En una línea similar, Legs McNeil escribió: «Cuchillas de afeitar, cortes de pelo al rape, gruñidos, vómito [...] todas estas cosas que no tenían nada que ver con los Ramones se pusieron de moda de repente, y acabaron con cualquier posibilidad de Rocket to Russia de conseguir algo de difusión». El escritor también mencionó un accidente que tuvo Joey al quemarse con una tetera justo antes de una presentación en el Capitol Theater de Nueva Jersey, y que lo inhabilitó para dar conciertos durante varios días, como un suceso que afectó seriamente las posibilidades del disco.
Asimismo, Joey afirmó que los británicos fueron parcialmente responsables de las bajas cifras de ventas, y concluyó que antes de que la prensa se fijara en los escándalos de los Sex Pistols, Rocket to Russia tenía una difusión decente. Para él, esto ocasionó un cambio negativo en el género: «Todo el mundo se volvió loco, y las cosas cambiaron radicalmente. Realmente nos fastidió». Johnny confirmó que el cuarteto se vio afectado por estos prejuicios:

La lucha contra ese tipo de cosas era continua. Sabíamos que no nos convenía que nos agruparan con las bandas que tenían mala publicidad, y nunca entendí por qué lo hacían algunos. Nosotros éramos graciosos aunque fuéramos también brutales y viscerales, pero lo único que a mí me importaba era ser buenos y gustar a nuestros fans.

## Arte de portada
Aunque inicialmente el cuarteto consideró titularlo Get Well, el álbum salió a la venta con el nombre Rocket to Russia, como una clara referencia a las posturas anticomunistas de Johnny y Dee Dee. John Gillespie dirigió el arte de la portada en general, y la imagen de carátula, que muestra a los cuatro músicos con sus atuendos característicos (chaqueta de cuero negra y pantalones vaqueros) apoyados contra una pared, fue tomada por el fotógrafo Danny Fields. Por su parte, el diseñador gráfico de origen mexicano Arturo Vega ofició como coordinador artístico.
El dibujante John Holmstrom creó ilustraciones tipo caricatura referentes al concepto básico de cada canción para el folleto interior, y colaboró con Johnny en la contraportada. La ilustración presenta a Pinhead, la mascota de la banda, subido en un cohete que se dirige desde Estados Unidos hacia Rusia, en referencia a la guerra fría y al anticomunismo. En la imagen aparecen también puntos de referencia como el Empire State Building de Nueva York, el Capitolio de Washington D. C. y la catedral de San Basilio en Moscú. El dibujo original ha sido exhibido en el Salón de la Fama del Rock and Roll de Cleveland, Ohio.

## Recepción
Rocket to Russia recibió en general críticas positivas, y es considerado uno de los mejores álbumes de punk de todos los tiempos. Algunos críticos apreciaron la evolución en la calidad del sonido y el valor de la producción en relación con los primeros dos discos de la banda. Stephen Thomas Erlewine, de AllMusic, afirmó que el nivel de la producción «le da más fuerza a la música» y manifestó que, aunque carece del impacto revolucionario del debut, Rocket to Russia es el álbum «más disfrutable» de Ramones por «sus ganchos y su variedad de tiempos», además de otorgarle una calificación máxima de cinco estrellas. En una reseña para la misma página y comparándolo con su antecesor Leave Home, Mark Deming reconoció que Rocket to Russia es más sólido y consistente, y que es la obra maestra de Ramones.
El crítico Robert Christgau reafirmó la evolución musical de la agrupación con respecto a sus anteriores entregas; señaló en su libro Record Guide: Rock Albums of the Seventies (1981) que el álbum tenía ingredientes musicales para cada gusto y lo calificó como un «clásico del punk rock». El periodista de Rolling Stone Dave Marsh lo definió como «el mejor [álbum de] rock and roll estadounidense del año, y posiblemente el disco de rock más divertido que se ha hecho». También destacó que «la guitarra aún se repite incansablemente, y las canciones le dan mucho más contenido con el que trabajar». John Rockwell, de The New York Times, lo consideró el mejor álbum de la banda «porque el humor y la dinámica de roles aparecen más patentes que nunca», y Wren Graves de Consequence lo comparó con los dos primeros discos al afirmar que «es más variado sin ser más indulgente, y por eso es su obra maestra».

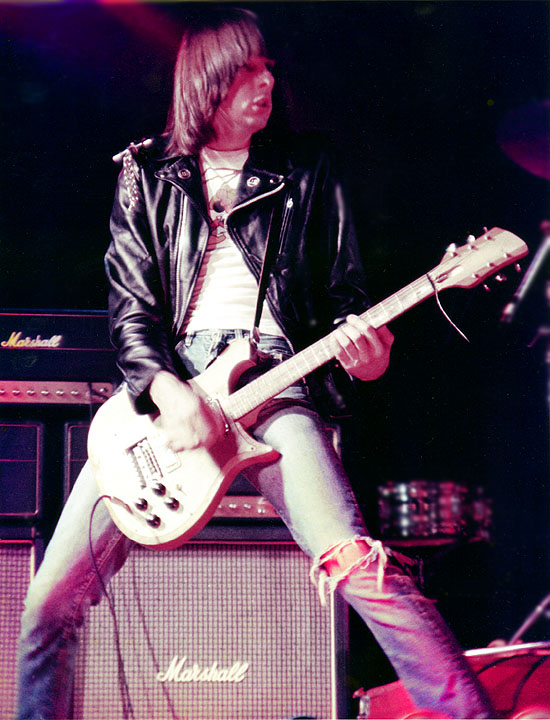
El guitarrista Johnny Ramone manifestó que Rocket to Russia es su álbum favorito de Ramones por tener «un equilibro perfecto» entre canciones.

Gregg Beets de The Austin Chronicle consideró que «dada la genialidad de "Teenage Lobotomy", "Rockaway Beach" y "Sheena Is a Punk Rocker", Rocket to Russia de 1977 es el gran paso adelante que debió catapultar a los Ramones a la fama», mientras que para April Long de NME, los cuatro primeros discos del grupo «se erigen como la declaración musical más imponentemente agresiva, engañosamente primitiva y perfectamente expresada jamás hecha». El periodista Oregano Rathone de la revista Record Collector lo definió como un álbum que combina «una visión idiosincrásica del mundo que abarcaba el nihilismo estridente por un lado ("I Don't Care", "Teenage Lobotomy"), y las tablas de surf y las discotecas por el otro ("Rockaway Beach", "Sheena Is A Punk Rocker")». Zachary Hoskins de Slant indicó en su reseña que «se sitúa cerca del punto medio entre el bombardeo monocromático de su debut y el estilo más melódico y bubblegum de Leave Home», y para la revista digital Loudwire, el álbum es un reflejo de cuando la banda «realmente cogió el ritmo». El medio destacó además a «Sheena Is a Punk Rocker», «Rockaway Beach» y «Teenage Lobotomy» como temas «clásicos de Ramones».
En una entrevista de 2013, Tommy contó que Rocket to Russia es su álbum favorito de la agrupación: «Es Ramones convirtiéndose en algo realmente grande. Grandes canciones. Usamos buenos estudios. Realmente disfruté haciendo ese disco». Por su parte, Johnny expresó:

Este fue el mejor álbum de los Ramones, con todos sus clásicos en él. El grupo estaba en su mejor momento tanto en estudio como en directo. Aquí hay una gran canción tras otra, la mayoría escritas entre nuestro primero y segundo disco. Tiene el equilibrio perfecto entre canciones lentas, baladas y rockeras.

### Reconocimientos
En 2003, Rocket to Russia fue incluido en la posición número 97 de la lista de los 500 mejores álbumes de todos los tiempos de la revista Rolling Stone, y en la edición de 2020 del mismo ranking apareció en la casilla 385. El mismo medio lo ubicó en la sexta posición de su lista de los diez mejores álbumes de punk, y Loudwire lo situó en la decimocuarta casilla de su top 25 de álbumes de punk de todos los tiempos y en la novena posición del ranking de los 25 álbumes legendarios de punk y hardcore. Asimismo, AllMusic lo incluyó en su edición dedicada a los álbumes más destacados de punk, y apareció en el segundo lugar de la lista de los 15 álbumes de punk que definieron el año de 1977, elaborada por Alternative Press.

## Gira promocional

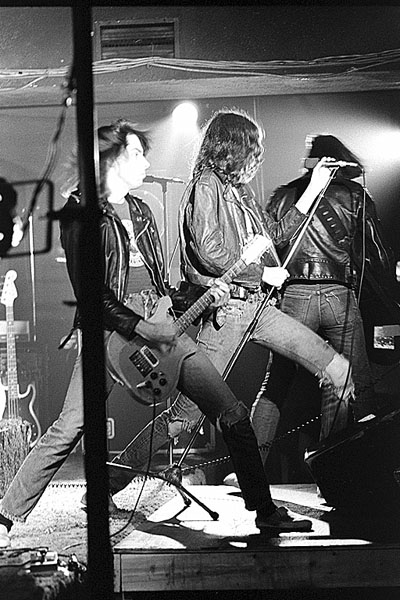
Ramones en vivo en 1977.

Al finalizar la etapa de grabación, la banda brindó conciertos en el este y el medio oeste de los Estados Unidos como teloneros de Iggy Pop. A fin de año realizaron una gira por territorio europeo, y su presentación en el Rainbow Theatre de Londres del 31 de diciembre de 1977 fue registrada en el álbum It's Alive, publicado en abril de 1979. De acuerdo con Johnny, durante la gira promocional de Rocket to Russia la agrupación se encontraba en su mejor momento, y calificó la presentación en el Rainbow como «probablemente el mejor concierto brindado por Ramones».
En 1978, el cuarteto inició una gira estadounidense con The Runaways que se extendió durante tres meses. Al poco tiempo, Tommy decidió abandonar la formación debido a las pocas ventas conseguidas por el disco y porque consideraba que la vida en la carretera era «deprimente». Aunque dejó el grupo ese mismo año, continuó ligado como productor en el siguiente álbum, Road to Ruin. Afirmó que en ese momento había una presión con Johnny por el liderato de la banda, algo que al final «se volvió insostenible». Marky Ramone, su reemplazo en la batería, tocó su primer concierto con Ramones el 29 de junio de 1978.

## Reediciones
Rhino Records y Warner Archives publicaron en 2001 una edición expandida en formato de disco compacto con cinco pistas adicionales y un folleto con comentarios del escritor Legs McNeil. El 24 de noviembre de 2017, Rhino lanzó una edición especial por el cuadragésimo aniversario del álbum, compuesta por tres discos compactos y un LP. Esta edición incluye una versión remasterizada del álbum original, una mezcla especial realizada por Ed Stasium con cambios en la lista de canciones, un disco de grabaciones inéditas y una presentación en vivo en el Apollo Centre de Glasgow en diciembre de 1977.
Stasium explicó que para realizar esta nueva mezcla no añadió ningún instrumento adicional, sino que se limitó a hacer composiciones vocales, pues contaba con algunas pistas adicionales de la voz de Joey: «Compilé esas diferentes pistas para hacer una nueva voz. Así que tenemos a los chicos —Tommy, Johnny y Dee Dee— tocando en la sala con una pista de Joey haciendo voces, algo realmente emocionante». Sobre el álbum en vivo, comentó que fue la primera presentación grabada para el disco It's Alive, aunque finalmente la banda decidió usar el concierto del Rainbow Theatre de Londres.

## Lista de canciones

### Lanzamiento original
| Lado A |                             |                |          |  |
| N.º    | Título                      | Escritor(es)   | Duración |  |
| 1.     | «Cretin Hop»                | Ramones        | 1:55     |  |
| 2.     | «Rockaway Beach»            | Dee Dee Ramone | 2:06     |  |
| 3.     | «Here Today, Gone Tomorrow» | Joey Ramone    | 2:47     |  |
| 4.     | «Locket Love»               | Dee Dee Ramone | 2:09     |  |
| 5.     | «I Don't Care»              | Joey Ramone    | 1:38     |  |
| 6.     | «Sheena Is a Punk Rocker»   | Joey Ramone    | 2:49     |  |
| 7.     | «We're a Happy Family»      | Ramones        | 2:47     |  |

| Lado B |                              |                                                        |          |  |
| N.º    | Título                       | Escritor(es)                                           | Duración |  |
| 1.     | «Teenage Lobotomy»           | Ramones                                                | 2:00     |  |
| 2.     | «Do You Wanna Dance?»        | Bobby Freeman                                          | 1:52     |  |
| 3.     | «I Wanna Be Well»            | Joey Ramone                                            | 2:28     |  |
| 4.     | «I Can't Give You Anything»  | Dee Dee Ramone                                         | 1:57     |  |
| 5.     | «Ramona»                     | Ramones                                                | 2:35     |  |
| 6.     | «Surfin' Bird»               | Carl White, Alfred Frazier, John Harris, Turner Wilson | 2:37     |  |
| 7.     | «Why Is It Always This Way?» | Ramones                                                | 2:32     |  |
| 31:46  |                              |                                                        |          |  |

| Bonus tracks de la versión expandida de 2001 |                                                                |                           |          |  |
| N.º                                          | Título                                                         | Escritor(es)              | Duración |  |
| 15.                                          | «Needles & Pins» (primera versión)                             | Sonny Bono, Jack Nitzsche | 2:24     |  |
| 16.                                          | «Slug» (demo)                                                  | Joey Ramone               | 2:23     |  |
| 17.                                          | «It's a Long Way Back to Germany» (lado B para el Reino Unido) | Dee Dee Ramone            | 2:22     |  |
| 18.                                          | «I Don't Care» (versión del sencillo)                          | Joey Ramone               | 1:40     |  |
| 19.                                          | «Sheena Is a Punk Rocker» (versión del sencillo)               | Joey Ramone               | 2:48     |  |
| 43:48                                        |                                                                |                           |          |  |

### Edición de aniversario de 2017
Disco uno

| Remastered Original Mixes |                              |                                                        |          |  |
| N.º                       | Título                       | Escritor(es)                                           | Duración |  |
| 1.                        | «Cretin Hop»                 | Ramones                                                | 1:55     |  |
| 2.                        | «Rockaway Beach»             | Dee Dee Ramone                                         | 2:06     |  |
| 3.                        | «Here Today, Gone Tomorrow»  | Joey Ramone                                            | 2:47     |  |
| 4.                        | «Locket Love»                | Dee Dee Ramone                                         | 2:09     |  |
| 5.                        | «I Don't Care»               | Joey Ramone                                            | 1:38     |  |
| 6.                        | «Sheena Is a Punk Rocker»    | Joey Ramone                                            | 2:49     |  |
| 7.                        | «We're a Happy Family»       | Ramones                                                | 2:47     |  |
| 8.                        | «Teenage Lobotomy»           | Ramones                                                | 2:00     |  |
| 9.                        | «Do You Wanna Dance?»        | Bobby Freeman                                          | 1:52     |  |
| 10.                       | «I Wanna Be Well»            | Joey Ramone                                            | 2:28     |  |
| 11.                       | «I Can't Give You Anything»  | Dee Dee Ramone                                         | 1:57     |  |
| 12.                       | «Ramona»                     | Ramones                                                | 2:35     |  |
| 13.                       | «Surfin' Bird»               | Carl White, Alfred Frazier, John Harris, Turner Wilson | 2:37     |  |
| 14.                       | «Why Is It Always This Way?» | Ramones                                                | 2:32     |  |

| 40th Anniversary Tracking Mix |                                                     |                                |          |  |
| N.º                           | Título                                              | Escritor(es)                   | Duración |  |
| 15.                           | «Cretin Hop»                                        | Ramones                        | 1:55     |  |
| 16.                           | «Rockaway Beach»                                    | Dee Dee Ramone                 | 2:06     |  |
| 17.                           | «Here Today, Gone Tomorrow»                         | Joey Ramone                    | 2:47     |  |
| 18.                           | «Locket Love»                                       | Dee Dee Ramone                 | 2:09     |  |
| 19.                           | «I Don't Care» (segunda versión)                    | Joey Ramone                    | 1:38     |  |
| 20.                           | «It's a Long Way Back to Germany» (primera versión) | Dee Dee Ramone                 | 2:49     |  |
| 21.                           | «We're a Happy Family»                              | Ramones                        | 2:47     |  |
| 22.                           | «Teenage Lobotomy»                                  | Ramones                        | 2:00     |  |
| 23.                           | «Do You Wanna Dance?»                               | Freeman                        | 1:52     |  |
| 24.                           | «I Wanna Be Well»                                   | Joey Ramone                    | 2:28     |  |
| 25.                           | «I Can't Give You Anything»                         | Dee Dee Ramone                 | 1:57     |  |
| 26.                           | «Ramona»                                            | Ramones                        | 2:35     |  |
| 27.                           | «Surfin' Bird»                                      | White, Frazier, Harris, Wilson | 2:37     |  |
| 28.                           | «Why Is It Always This Way?»                        | Ramones                        | 2:32     |  |
| 65:46                         |                                                     |                                |          |  |

Disco dos

| Mediasound/Power Station Rough Mixes |                                                    |                |          |  |
| N.º                                  | Título                                             | Escritor(es)   | Duración |  |
| 1.                                   | «Why Is It Always This Way?» (Mediasound Rough)    | Ramones        | 1:58     |  |
| 2.                                   | «Rockaway Beach» (Power Station Rough)             | Dee Dee Ramone | 2:06     |  |
| 3.                                   | «I Wanna Be Well» (Power Station Rough)            | Joey Ramone    | 2:28     |  |
| 4.                                   | «Locket Love» (Power Station Rough)                | Dee Dee Ramone | 2:15     |  |
| 5.                                   | «I Can't Give You Anything» (Power Station Rough)  | Dee Dee Ramone | 2:02     |  |
| 6.                                   | «Cretin Hop» (Power Station Rough)                 | Ramones        | 1:55     |  |
| 7.                                   | «We're a Happy Family» (Power Station Rough)       | Ramones        | 2:14     |  |
| 8.                                   | «Ramona» (Mediasound Rough)                        | Ramones        | 3:06     |  |
| 9.                                   | «Do You Wanna Dance?» (Mediasound Rough)           | Freeman        | 1:52     |  |
| 10.                                  | «Teenage Lobotomy» (Mediasound Rough)              | Ramones        | 2:02     |  |
| 11.                                  | «Here Today, Gone Tomorrow» (Mediasound Rough)     | Joey Ramone    | 2:47     |  |
| 12.                                  | «I Don't Care» (segunda versión, Mediasound Rough) | Joey Ramone    | 1:46     |  |

| 40th Anniversary Extras |                                                                     |                                |          |  |
| N.º                     | Título                                                              | Escritor(es)                   | Duración |  |
| 13.                     | «Here Today, Gone Tomorrow» (versión acústica)                      | Joey Ramone                    | 2:48     |  |
| 14.                     | «It's a Long Way Back to Germany» (primera versión, voz de Dee Dee) | Dee Dee Ramone                 | 2:24     |  |
| 15.                     | «Ramona» (Sweet Little Ramona Pop Mix)                              | Ramones                        | 3:07     |  |
| 16.                     | «Surfin' Bird» (voz alternativa)                                    | White, Frazier, Harris, Wilson | 2:40     |  |
| 17.                     | «Teenage Lobotomy» (pista de acompañamiento)                        | Ramones                        | 2:06     |  |
| 18.                     | «We're a Happy Family»                                              | Ramones                        | 1:02     |  |
| 19.                     | «Cretin Hop» (pista de acompañamiento)                              | Ramones                        | 1:58     |  |
| 20.                     | «Needles and Pins» (demo)                                           | Bono, Nitzsche                 | 2:44     |  |
| 21.                     | «Babysitter» (lado B)                                               | Ramones                        | 2:45     |  |
| 22.                     | «It's a Long Way Back to Germany» (lado B)                          | Dee Dee Ramone                 | 2:21     |  |
| 23.                     | «Joey RTR radio spot promo»                                         |                                | 0:52     |  |
| 24.                     | «We're a Happy Family» (diálogo entre Joey y Dee Dee)               | Ramones                        | 1:12     |  |
| 52:45                   |                                                                     |                                |          |  |

Disco tres

| Live at Apollo Centre, Glasgow (1977) |                                       |                                |          |  |
| N.º                                   | Título                                | Escritor(es)                   | Duración |  |
| 1.                                    | «Rockaway Beach»                      | Dee Dee Ramone                 | 3:00     |  |
| 2.                                    | «Teenage Lobotomy»                    | Ramones                        | 2:08     |  |
| 3.                                    | «Blitzkrieg Bop»                      | Tommy Ramone, Dee Dee Ramone   | 2:03     |  |
| 4.                                    | «I Wanna Be Well»                     | Joey Ramone                    | 2:21     |  |
| 5.                                    | «Glad to See You Go»                  | Joey Ramone, Dee Dee Ramone    | 1:51     |  |
| 6.                                    | «Gimme Gimme Shock Treatment»         | Dee Dee Ramone, Johnny Ramone  | 1:37     |  |
| 7.                                    | «You're Gonna Kill That Girl»         | Joey Ramone                    | 2:27     |  |
| 8.                                    | «I Don't Care»                        | Joey Ramone                    | 1:40     |  |
| 9.                                    | «Sheena Is a Punk Rocker»             | Joey Ramone                    | 2:26     |  |
| 10.                                   | «Carbona Not Glue»                    | Ramones                        | 1:34     |  |
| 11.                                   | «Commando»                            | Dee Dee Ramone, Johnny Ramone  | 1:58     |  |
| 12.                                   | «Here Today, Gone Tomorrow»           | Joey Ramone                    | 3:14     |  |
| 13.                                   | «Surfin' Bird»                        | White, Frazier, Harris, Wilson | 2:23     |  |
| 14.                                   | «Cretin Hop»                          | Ramones                        | 1:45     |  |
| 15.                                   | «Listen to My Heart»                  | Dee Dee Ramone                 | 1:38     |  |
| 16.                                   | «California Sun»                      | Henry Glover, Morris Levy      | 1:48     |  |
| 17.                                   | «I Don't Wanna Walk Around With You»  | Dee Dee Ramone                 | 1:24     |  |
| 18.                                   | «Pinhead»                             | Ramones                        | 3:47     |  |
| 19.                                   | «Do You Wanna Dance?»                 | Freeman                        | 1:41     |  |
| 20.                                   | «Chain Saw»                           | Joey Ramone                    | 1:31     |  |
| 21.                                   | «Today Your Love, Tomorrow the World» | Dee Dee Ramone                 | 3:25     |  |
| 22.                                   | «Now I Wanna Be a Good Boy»           | Dee Dee Ramone                 | 2:03     |  |
| 23.                                   | «Judy Is a Punk»                      | Joey Ramone                    | 1:15     |  |
| 24.                                   | «Now I Wanna Sniff Some Glue»         | Dee Dee Ramone                 | 1:22     |  |
| 25.                                   | «We're a Happy Family»                | Ramones                        | 2:26     |  |
| 53:03                                 |                                       |                                |          |  |

Fuentes:

## Créditos
Adaptados de AllMusic y de las notas del álbum, excepto donde se indica.
| Ramones - Joey Ramone – voz - Johnny Ramone – guitarra - Dee Dee Ramone – bajo, coros - Tommy Ramone – batería Músicos adicionales - Ed Stasium – guitarras adicionales, coros - Kathie Baillie, Alan LeBoeuf y Michael Bonagura – coros en «Sheena Is a Punk Rocker» | Producción - Tony Bongiovi – productor - Tommy Ramone – productor (acreditado como T. Erdelyi) - Ed Stasium – ingeniería, mezcla - Don Berman – asistente de ingeniería - Greg Calbi – masterización - Danny Fields – fotografía de portada - John Gillespie – director artístico - John Holmstrom – ilustraciones de la contraportada y el folleto - Arturo Vega – coordinador artístico |

## Listas de éxitos
| Lista                                   | Mejor posición |
| --------------------------------------- | -------------- |
| Australia (Kent Music Report)           | 79             |
| Canadá (RPM)                            | 36             |
| Estados Unidos (Billboard 200)          | 49             |
| Finlandia (The Official Finnish Charts) | 11             |
| Reino Unido (Official Albums Chart)     | 60             |
| Suecia (Sverigetopplistan)              | 31             |

| Lista                              | Mejor posición            |                           |                           |                           |                           |                           |                           |                           |                           |                           |                           |                           |                           |
| «Sheena Is a Punk Rocker»          | «Sheena Is a Punk Rocker» | «Sheena Is a Punk Rocker» | «Sheena Is a Punk Rocker» | «Sheena Is a Punk Rocker» | «Sheena Is a Punk Rocker» | «Sheena Is a Punk Rocker» | «Sheena Is a Punk Rocker» | «Sheena Is a Punk Rocker» | «Sheena Is a Punk Rocker» | «Sheena Is a Punk Rocker» | «Sheena Is a Punk Rocker» | «Sheena Is a Punk Rocker» | «Sheena Is a Punk Rocker» |
| ---------------------------------- | ------------------------- | ------------------------- | ------------------------- | ------------------------- | ------------------------- | ------------------------- | ------------------------- | ------------------------- | ------------------------- | ------------------------- | ------------------------- | ------------------------- | ------------------------- |
| Estados Unidos (Billboard Hot 100) | 81                        |                           |                           |                           |                           |                           |                           |                           |                           |                           |                           |                           |                           |
| Reino Unido (UK Singles Chart)     | 22                        |                           |                           |                           |                           |                           |                           |                           |                           |                           |                           |                           |                           |
| Suecia (Sverigetopplistan)         | 20                        |                           |                           |                           |                           |                           |                           |                           |                           |                           |                           |                           |                           |
| «Rockaway Beach»                   |                           |                           |                           |                           |                           |                           |                           |                           |                           |                           |                           |                           |                           |
| Estados Unidos (Billboard Hot 100) | 66                        |                           |                           |                           |                           |                           |                           |                           |                           |                           |                           |                           |                           |
| «Do You Wanna Dance?»              |                           |                           |                           |                           |                           |                           |                           |                           |                           |                           |                           |                           |                           |
| Estados Unidos (Billboard Hot 100) | 86                        |                           |                           |                           |                           |                           |                           |                           |                           |                           |                           |                           |                           |